# 石山雄大
石山 雄大（いしやま ゆうだい、1941年1月15日 - ）は、日本の俳優。別名義、石山 政五郎（1973年 - 1974年頃に使用）。東京都出身。東京錦城学園卒業。三船プロダクション、田中プロモーション、オフィスザイを経てファミリーアーツ所属。

## 人物
高校卒業後、劇団俳優座養成所に第12期生で入所。同期生には、加藤剛、中村敦夫、松山英太郎、樫山文枝、長山藍子らがいる。
三年間の養成期間を経て、東京演劇アンサンブルに所属。その後は番衆プロ、三船プロ、田中プロモーション等に所属。『あぶない刑事』シリーズなど数々のテレビドラマ、映画、舞台に出演。
近年は、演劇集団「オールアクトカンパニー」を主宰し、舞台演出、脚本も手掛けている。
特技は日本舞踊（花柳流名取）、柔道（二段）、弓道（2段）、乗馬。

## 出演

### テレビドラマ
- 女の斜塔（1964年 - 1965年、TBS / 国際放映）
- 続・女の斜塔（1966年、TBS / 国際放映）
- ライオン奥様劇場 / 花の罪（1967年、CX / NMC） - 塚田信夫
- 三匹の侍 第5シリーズ 第25話「愛憎三猿」（1968年、CX） - 牧伸介
- 東京バイパス指令（1969年、NTV / 東宝）
  - 第36話「地獄特急」
  - 第44話「黒い設計図」
- 右門捕物帖 第3話「妖刀がゆく」（1969年、NTV / 東宝） - 戸田源弥
- 特別機動捜査隊 第418話「夜のシャボン玉」（1969年、NET / 東映） - 神谷刑事
- 五番目の刑事 第15話「傷だらけのタイトロープ」（1970年、NET / 東映） - サブ
- 女殺し屋 花笠お竜 第22話「長脇差から愛をこめて」（1970年、12ch / 国際放映） - 喜助
- 鬼平犯科帳 第1シリーズ 第60話「罠」（1970年、NET / 東宝） - 狐火の長吉
- 火曜日の女シリーズ「恋の罠」（1970年、NTV）
- プレイガール 第123話「水に濡れたラブレター」（1971年、12ch / 東映）
- 木枯し紋次郎 第1部 第15話「背を陽に向けた房州路」（1972年、CX / C.A.L） - 茂兵衛
- 荒野の素浪人（NET / 三船プロ）
  - 第1シリーズ 第33話「争奪 山峡の銃撃戦」（1972年） - 野沢才次郎
  - 第2シリーズ 第21話「闇の鬼神」（1974年）
- さすらいの狼 第19話「殺人鬼の微笑」（1972年、NET / 東映）
- 大江戸捜査網（12ch→TX / 日活→三船プロ→ヴァンフィル）
  - 第81話「賭場荒らし」（1972年） - 丑松
  - 第190話「傷だらけの十手」（1975年） - 利助
  - 第224話「殺しの夜明け」（1976年） - 山村の門弟
  - 第278話「影なき殺人者の謎」（1977年） - 鮫島
  - 第296話「仇討ち素浪人秘話」（1977年） - 岡松龍太郎
  - 第311話「父子同心 復讐の子守唄」（1977年） - 叶屋の用心棒
  - 第346話「無差別殺人の陰謀」（1978年）
  - 第618話「母さんと呼んでいいかい?」（1983年） - 加倉井主馬
  - 新 大江戸捜査網（1984年）
    - 第2話「走れ炎のごとく新隠密軍団」 - 高島甚内
    - 第21話「深川隠れ宿無頼帖」 - 高田備前守
- 太陽にほえろ! （NTV / 東宝）
  - 第21話「バスに乗ってたグーな人」（1972年） - 小野
  - 第110話「走れ! 猟犬」（1974年） - 木原（梶田の共犯）　※「石山政五郎」名義
  - 第288話「射殺」（1978年） - 安田和也
  - 第409話「英雄」（1980年） - 岸本正夫刑事
  - 第443話「あなたは一億円欲しくありませんか」（1981年） - 原口
  - 第490話「われらがボス」（1982年） - 七曲署保安課刑事
- ワイルド7 第13話「両国死す!!」（1973年、NTV / 国際放映） - ジム・キャット
- 剣客商売 第19話「忘れた顔」（1973年、CX / 俳優座 / 東宝） - 板前・栄次郎
- 水滸伝 第7話「小旋風と黒旋風」（1973年、NTV / 国際放映） - 安許正
- 科学捜査官 第13話「顔が二つある女」（1973年、KTV / 松竹）
- ダイヤモンド・アイ 第20話「ヒトデツボ・地獄の大竜巻」（1974年、NET / 東宝） - デムラ
- おしどり右京捕物車 第5話「蹄」（1974年、ABC / 松竹） - 馬喰・青尻
- 必殺シリーズ（ABC / 松竹）
  - 助け人走る 第34話「必死大逃走」（1974年） - 佐助　※「石山政五郎」名義
  - 暗闇仕留人 第16話「間違えて候」（1974年） - 捨松　※「石山政五郎」名義
  - 必殺仕業人（1976年）
    - 第7話「あんたこの仇討どう思う」 - 草壁大蔵
    - 第26話「あんたこの心眼をどう思う」 - 久造

  - 必殺からくり人 第9話「食えなければお江戸へどうぞ」（1976年） - 戻し屋 吉五郎
  - 翔べ! 必殺うらごろし 第18話「抜けない刀が過去を斬る!」（1979年） - 寺本左内
  - 必殺仕事人V 第23話「加代、五千両の金塊を拾う」（1985年） - 跡部
  - 必殺橋掛人 第7話「湯島天神の紅梅を探ります」（1985年） - 天命堂
  - 必殺仕事人・激突! 第9話「対決! 邪剣vs剛剣」（1991年） - 倉橋勘兵衛
- 夜明けの刑事（TBS / 大映テレビ）
  - 第15話「ウソの結婚・刑事はつらいよ」（1975年）
  - 第47話「襲われた女子高校生の恐怖!!」（1975年）
  - 第65話「注文はセーラー服の女子高校生だ!!」（1976年） - 赤木
  - 第81話「横須賀ストーリー殺人事件」（1976年）
- 傷だらけの天使 第14話「母のない子に浜千鳥を」（1975年、NTV / 東宝） - 内田
- 座頭市物語 第20話「女親分と狼たち」（1975年、CX / 勝プロ） - 倉次
- 伝七捕物帳 第76話「涙の赤っ鼻  情けの十手」（1975年、NTV） -宇之助
- 剣と風と子守唄（1975年、NTV / 三船プロ）
  - 第11話「父娘の十字架」 - 石堂軍兵衛
  - 第27話「栄光への父娘旅」 - 甚七
- 銭形平次 第464話「熱血の十手」（1975年、CX / 東映） - 番頭嘉助
- 徳川三国志 第13話「家光と目黒のサンマ」（1976年、NET / 東映） - 三郎太
- 痛快!河内山宗俊 第17話「火と燃えよ 恋のかよい路」（1976年、CX / 勝プロ）
- 影同心II 第23話「一殺多生 政商を斬る!!」（1976年、MBS / 東映） - 安川数馬
- 隠し目付参上（1976年、MBS / 三船プロ）
  - 第5話「これにて一件落着か」 - 弥吉
  - 第19話「きらめく潮に海女は濡れたか」 - 松吉
- 夫婦旅日記 さらば浪人 第12話「女武芸者の恋」（1976年、CX / 勝プロ） - 佐竹
- 新・座頭市 第1シリーズ 第1話「情けの忘れ雛」（1976年、CX / 勝プロ） - 弥吉
- 江戸の旋風シリーズ（CX / 東宝）
  - 同心部屋御用帳 江戸の旋風II 第29話「駆け出し同心」（1976年）
  - 同心部屋御用帳 江戸の旋風（第3シリーズ） 第17話「ほたるの歌」（1977年8月25日） - 久作
  - 同心部屋御用帳 新・江戸の旋風 第5話「抜いた十手に情は無用!!」（1980年） - 村井新次郎
- Gメン'75（TBS / 東映）
  - 第102話「思春期病棟」（1977年） - 前川刑事
  - 第200話「大空港の幽霊」（1979年） - 警察庁幹部
- 大都会シリーズ（NTV / 石原プロ）
  - 大都会 PARTII（1977年）
    - 第21話「非常線突破」 - 辻武男
    - 第26話「Gメン抹殺指令」 - 麻薬捜査官
    - 第38話「凶器が走る」 - 安場隆明

  - 大都会 PARTIII
    - 第4話「吠えるショットガン」（1978年） - 浅利
    - 第34話「ストリート・ガール」（1979年） - 植松（針尾組）
- 新五捕物帳 第15話「執念の十手に血が通う」（1978年、NTV / ユニオン映画）
- 大追跡 第1話「ハイエナが集まった」（1978年、NTV / 東宝） - 浦浜署の刑事
- 森村誠一シリーズII / 青春の証明（1978年、MBS / 三船プロ） - 刑事
- 恐竜戦隊コセイドン 第45話「コセイダーVS恐竜ハンター」（1979年、12ch / 円谷プロ）- 西山
- 破れ新九郎 第22話「曲芸女太夫騒動記」（1979年、ANB / 中村プロ） - 六助
- 遠山の金さん 第2シリーズ 第14話「標的は桜吹雪」（1979年、ANB / 東映） - 作次
- 江戸の激斗 第17話「みれん花・野盗暁の襲撃」（1979年、CX / 東宝） - 大平
- 少年ドラマシリーズ / 七瀬ふたたび 第9話「危機」（1979年、NHK）
- 探偵物語 第9話「惑星から来た少年」（1979年、NTV / 東映ビデオ） - 遠山次郎（東栄芸能キャップ）
- 西部警察シリーズ（ANB / 石原プロ）
  - 西部警察
    - 第6話「横浜銃撃戦」（1979年） - 草野実（西部署巡査）
    - 第28話「横浜ベイ・ブルース」（1980年） - 針尾組組員
    - 第49話「俺だけの天使」（1980年） - 東部署刑事
    - 第64話「九州横断大捜査網!!」（1981年） - 博多北署刑事
    - 第74話「出発（たびだち）」（1981年） - 共立銀行を襲う男（302号室住人）
    - 第120話「消えた白バイ隊の謎」（1982年） - 今野（針尾組）

  - 西部警察 PART-II（1982年）
    - 第4話「殺しのキーワード」 - 川野敏夫
    - 第19話「燃えろ!! 南十字星」 - 津田弘

  - 西部警察 PART-III
    - 第9話「白銀に消えた超合金X! -福島・前篇-」（1983年） - 有吉の部下（隊員）
    - 第29話「生命尽きても! 平尾一兵」（1983年） - 海老原秘書の部下（狙撃手）
    - 2時間スペシャル「燃える勇者たち」（1984年） - 佐古光
- 大捜査線 第17話「愛の哀しみ -婦人警察官-」（1980年、CX / ユニオン映画）
- 土曜ドラマ（NHK）
  - 松本清張シリーズ・天才画の女（1980年） - 大西
  - 君たちに明日はない（2010年） - 重役
- 水戸黄門（TBS / C.A.L）
  - 第11部 第7話「うっかり八兵衛お殿様 -本荘-」（1980年9月29日） - 森下
  - 第14部 第23話「決意を秘めた孤独の剣 -高田-」（1984年4月2日） - 茂庭釆女
  - 第27部 第4話「こけしの里の鬼退治-仙台-」（1999年4月12日） - 芳兵衛
  - 第38部 第17話「娘の涙は金の粒 -甲府-」（2008年5月12日） - 奥田内記
- ウルトラマン80（TBS / 円谷プロ）
  - 第26話「タイムトンネルの影武者たち」（1980年） - 首領メビーズ
  - 第42話「さすが!観音さまは強かった!」（1981年） - 岩水信夫の父
- 長七郎天下ご免!（1980年、ANB / 東映）第55話「江戸一番!土くれ剣法」（1980年、ANB / 東映）-  黒沼
- プロハンター 第10話「手錠のままの追跡」（1981年、NTV / セントラル・アーツ） - 巡査
- ザ・ハングマンシリーズ（ABC / 松竹芸能）
  - ザ・ハングマン 第30話「エンゼルキッスは豚の味」（1981年） - 刑事
  - ザ・ハングマンII 第4話「天下り役人に仏罰を」（1982年） - 佐伯
- 特捜最前線（ANB / 東映）
  - 第223話「ピラニアを飼う女たち!」（1981年） - 山崎刑事
  - 第467話「死体彷徨・水の殺人トリック!」（1986年）
  - 第498話「雪に消えた憎しみ!」（1987年） - 吉田ムネオ
- 赤かぶ検事奮戦記（ABC / 松竹）
  - 赤かぶ検事奮戦記II 第4話「奥飛騨慕情 父恋し」（1981年） - 里見幸利
  - 赤かぶ検事奮戦記III 第6話「賽銭を食う狐と狸」（1983年） - 黒嶋泰三
  - 赤かぶ検事の逆転法廷 第4話「容疑者は赤かぶ検事夫人」（1992年） - 本庄重喜
- 噂の刑事トミーとマツ 第2シリーズ 第27話「トミマツ卒倒! 出たァ アメリカ仕込みの蛇女」（1982年、TBS / 大映テレビ） - 仲根プロダクション社長
- 女捜査官 第4話「手錠の脱出・女子銀行員」（1982年、ABC / テレパック）
- ドキュメンタリー番組『さらば海底空母イ401 幻のパナマ運河大爆撃』（1983年4月28日、NTV、木曜スペシャル）
- 大奥 第48話「悲恋の皇女和宮」・第49話「江戸城のおさな妻」（1984年、KTV / 東映） - 九条尚忠
- 流れ星佐吉 第1話「佐吉が出会った大美人」（1984年、KTV / 松竹）
- 不良少女とよばれて 第6話「メイ・ストーム」（1984年、TBS / 大映テレビ） - 刑事
- 暴れ九庵 第13話「男の命を抱いた女」（1984年、KTV / 東宝） - 土井
- ただいま絶好調! 第3話「俺はロッキーだ」（1985年、ANB / 石原プロ）
- 土曜ワイド劇場（ANB→EX）
  - 牟田刑事官事件ファイル 第4作「財布を拾った女」（1985年、C.A.L）
  - 西村京太郎トラベルミステリー 第9作「寝台急行“銀河”殺人事件」（1986年、東映） - 専務車掌
  - おとり捜査官・北見志穂 第13作「バスローブ連続殺人」（2008年、泉放送制作） - 笹塚
- 誇りの報酬 第38話「長崎を走る天使たち」（1986年、NTV / 東宝） - 強盗犯
- 私鉄沿線97分署（ANB / 国際放映）
  - 第46話「捜査しながらボランティア!?」（1985年） - 正岡隆一（議員秘書）
  - 第83話「お手柄一転大チョンボ!?」（1986年） - 遠山
- あぶない刑事シリーズ（NTV） - 安田一郎（鑑識課）
  - あぶない刑事（1986年 - 1987年、セントラル・アーツ）
  - もっとあぶない刑事（1988年 - 1989年、セントラル・アーツ）
- 水曜ドラマスペシャル / それゆけ孔雀警視（1987年、TBS）
- 長七郎江戸日記（NTV / ユニオン映画）
  - 第24話「父子草、浮世の浪」（1988年）- 半助
  - 第61話「長寿のご利益」（1989年）- 黒田貞之助
- あきれた刑事 第22話「誘拐されて大爆発」（1988年、NTV / セントラル・アーツ） - 刑事
- NEWジャングル（1988年、NTV / 東宝）
  - 第13話「183人の犠牲」
  - 第33話「そして、愛…」 - 新聞社デスク
- ゴリラ・警視庁捜査第8班 第3話「ソルジャー・イン・グリーン」（1989年、ANB / 石原プロ）
- ハロー!グッバイ 第18話「どっちの刑事にするの」（1989年、NTV / 東宝）
- 勝手にしやがれヘイ!ブラザー 第3話（1989年、NTV / セントラル・アーツ） - 機動隊隊長
- 鬼平犯科帳（CX / 松竹）
  - 第1シリーズ 第18話「浅草・御厩河岸」（1989年） - 彦造
  - 第2シリーズ 第12話「雨乞い庄右衛門」（1991年） - 勘行の定七
  - 第4シリーズ 第7話「むかしなじみ」（1993年） - 水越の又平
  - 第6シリーズ 第2話「お峰・辰の市」（1995年） - 並河三右衛門
- 付き馬屋おえん事件帳 第1シリーズ 第2話「吉原恋模様 身請け話に泣く女」（1990年、TX / 松竹） - 島田屋
- 白旗の少女（1990年、CX / G・カンパニー）
- 刑事貴族 第5話「その時、天使がささやいた」（1990年、NTV / 東宝） - 北新宿署刑事
- 火曜サスペンス劇場（NTV）
  - 女からの眺め（1987年、東映） - 鶴見和夫
  - 弁護士・高林鮎子 第9作「北の街小樽に消えた女」（1991年、東映） - 力石典夫
  - 弁護士・朝日岳之助 第19作「死亡時刻の罠」（2003年） - 江森啓介
- 江戸中町奉行所 第2シリーズ 第10話「地獄を見た女」（1992年、TX / 松竹）
- 俺たちルーキーコップ 第12話「大殊勲」（1992年、TBS / セントラル・アーツ）
- 闇を斬る!大江戸犯科帳 第19話「蛍大名」（1993年、NTV / ユニオン映画） - 沢田河内守
- 名奉行 遠山の金さん 第5シリーズ 第13話「覗かれた天女の肌」（1993年、ANB / 東映） - 大垣伝蔵
- はぐれ刑事純情派 第6シリーズ（1993年） - 相馬哲夫
- この世の果て（1994年、CX）
- 風の刑事・東京発! 第1話「風間大輔、東京駅に着任す・函館行き! 誘拐旅行の女」（1995年、ANB） - 函館南署刑事
- 仮面ライダークウガ（2000年 - 2001年、ANB / 東映） - 松倉本部長
- 特捜戦隊デカレンジャー 第1話「ファイヤーボール・ニューカマー」（2004年、EX / 東映） - 宮内刑事
- 名奉行! 大岡越前 第1シリーズ 第2話「小問物屋彦兵衛一件」(2005年4月25日) - 土屋監物
- 相棒（EX / 東映）
  - Season2 第18話「ピルイーター」（2004年） - 警視庁警務部長
  - Season6 第18話「白い声」（2008年） - 梅本医師（監察医）
- ケータイ捜査官7 第32話「宇宙ウイルス」（2008年、TX / Production I.G / OLM） - TV局プロデューサー
- 特別ドキュメンタリードラマ / 3.11 その日、石巻で何が起きたのか〜6枚の壁新聞（2012年、NTV） - 罹災者
- 東海テレビ制作昼の帯ドラマ（CX / THK / ビデオフォーカス）
  - 赤い糸の女（2012年） - 迫田盛太郎
  - 天国の恋（2013年） - 森岩根
- 昼のセント酒 第9話(2016年) - 主人
- 素晴らしき哉、先生! 第5話（2024年9月15日、朝日放送テレビ・テレビ朝日系） - 石田朔太郎 役

### 映画
- 喜劇 大泥棒（1971年、松竹） - 高山健
- 黒の奔流（1972年、松竹） - 弁護士
- 本陣殺人事件（1975年、ATG） - 田谷照三
- 祭りの準備（1975年、ATG） - 中島貞一
- 君よ憤怒の河を渉れ（1976年、松竹） - 中塚刑事
- 反逆の旅（1976年、松竹） - 警官
- レイプ25時 暴姦（1977年、日活）
- はだしのゲン 涙の爆発（1977年、共同映画） - 吉田英造
- 原子力戦争（1978年、ATG） - 青葉守
- 夜が崩れた（1978年） - 岡田刑事
- 暴る!（1978年） - 小都市警察の刑事
- 高校大パニック（1978年、日活） - 小島主任
- 太陽を盗んだ男（1979年、東宝） - 石川刑事
- 配達されない三通の手紙（1979年、松竹） - 支配人
- 団鬼六 OL縄地獄（1981年、にっかつ） - 岡崎照雄
- 青春グラフィティ スニーカーぶる〜す（1981年、東宝） - 平和建設 野球部コーチ
- 駅 STATION（1981年、東宝） - 巡査
- セーラー服と機関銃（1981年、東映） - 先生
- さらば愛しき大地（1982年、プロダクション群狼） - 部長
- 女教師狩り（1982年、にっかつ） - 政治郎
- お嬢さんの股ぐら（1983年、にっかつ）
- 居酒屋兆治（1983年、東宝） - 市役所職員 沢井
- あぶない刑事 シリーズ（1987年 - 2005年） - 安田一郎
  - あぶない刑事（1987年）
  - またまたあぶない刑事（1988年）
  - もっともあぶない刑事（1989年）
  - あぶない刑事リターンズ（1996年）
  - あぶない刑事 フォーエヴァーTHE MOVIE（1998年）
  - まだまだあぶない刑事（2005年）
- いこかもどろか（1988年） - 刑事
- 極道の門 実録・大阪頂上戦争（1994年、ギャガ・コミュニケーションズ） - 大浜組若頭 根来達男
- 集団左遷（1994年）
- マークスの山（1995年、松竹）
- Shall we ダンス?（1996年1月27日公開、監督:周防正行） - ジルバの浜
- 柘榴館（1997年、ケイエスエス） - 使用人
- 大怪獣東京に現わる（1998年、松竹） - 森永寅吉
- BLOOD 狼血（1999年） - 上司
- 極道の妻たち 赤い殺意（1999年） - 辻村
- 鉄 平成侠客伝（1999年） - 山西英二
- サラリーマン金太郎（1999年） - 松下
- 借王5 THE MOVIE 沖縄大作戦（1999年 、日活）- 拓洋工機 営業部長 砂田修司
- 修羅がゆくシリーズ（東映ビデオ） - 関西光和会副会長・津田組組長 津田雄二
  - 修羅がゆく7 四国烈死篇（1998年）
  - 修羅がゆく8 首都血戦（1998年）
  - 修羅がゆく9 北海道進攻作戦（1999年）
  - 修羅がゆく10 北陸代理決戦（1999年）
  - 修羅がゆく11 名古屋頂上戦争（2000年）
  - 修羅がゆく13 完結篇（2000年）
- 親分はイエス様（2001年）
- 荒ぶる魂たち（2002年） - 江戸
- 今昔伝奇 剣地獄（2002年） - 仇の父
- 修羅のみち3 広島・四国全面戦争（2002年、東映ビデオ） - 宮崎隆司
- 新・仁義の墓場（2002年） - 小松
- Dolls（2002年、松竹） - 兄弟分
- ピカレスク 人間失格（2002年）
- KUMISO（2002年）
- 許されざる者（2003年 監督：三池崇史）
- IZO（2004年、監督：三池崇史）
- ガッツ伝説 愛しのピット・ブル（2006年1月14日(土)公開、監督:野伏翔） - 青山
- 名医死す〜感染症と闘った藤野昌言物語〜（2021年、中国放送） - 又八

### Vシネマ
- 狙撃2 THE SHOOTIST（1990年）
- 新書ワル Vol.4（1994年）
- GETAWAY アブナイ女（1996年） - 高山弁護士
- どチンピラ（1996年）
- 白竜 Bai-Long（1998年）- 谷岡開発社長 増沢義春
- 日本極道史 仁義絶叫（1999年）- 黒田社長
- 極悪 人間魚雷ブルース（2000年） - 鮫島一家代貸
- 実録・広島やくざ戦争（2000年） - 刑事（取調室）
- 首領への道12（2000年）- 紅花商事社長 田村勲夫
- 実録・安藤組外伝 地獄道（2001年、監修：安藤昇） - 屋台の親父 辰さん
- 岸和田少年愚連隊 カオルちゃん最強伝説（2002年・2007年）
  - 岸和田少年愚連隊 カオルちゃん最強伝説 EPISODE 2 ロシアより愛をこめて（2002年） - スジ者
  - 岸和田少年愚連隊 カオルちゃん最強伝説 中華街のロミオとジュリエット（2007年） - 陳信義
- 修羅の群れ 第二部 風雲編（2002年） - 警察署長
- 修羅の血（2004年） - 鳶 梅沢組七代目 梅沢源蔵
- 新・日本の首領 （2004年）- 民自党国対委員長 森田久則
- 炎と氷2（2005年） - 大帝銀行赤坂支店長
- マル暴 組織犯罪対策部捜査四課1,2（2005年） - 塚本組組長 塚本
- 侠鬼（2006年）
- 新・極道の紋章8（2006年）- 山倉組組長 山倉ヒデオ

- 極道の紋章（2007年） - 十三 堀田一家若頭 梅沢組組長 梅沢護
- 実録・大日本菊水会 〜双龍伝〜（2007年） - 北村守の父
- 実録・国粋 竜侠（2007年）
- 平成清水一家（2007年） - 小田島
- 新宿暴力街 華火（2007年） - 大畔組代行
- 新宿暴力街 烈華（2008年） - 大畔組幹部
- 関西極道 流血の抗争史 侠客の刃編（2008年） - 今里警察署 刑事
- 修羅之魂 侠客立志編（2008年）
- 修羅の統一（2009年） - 栄一家総長 川島栄吉
- 新・修羅の軍団（2010年）- 北条一家相談役 大原
- 極道 龍二（2011年）
- 最強極道伝説 極鬼2（2013年）
- 関東極道連合会 第三章 - 第五章（2015年）
- 仁義なきやくざ1,2（2015年） - 関東 松若組組長 白藤徹
- 代紋の墓場3,4,7,8（2015年 - 2016年）- 豊中 明神会会長 明神徳次郎
- 日本統一9,10,11,24,25（2015年）- 松山 西日本睦会 四国会会長 龍仁一家総長 赤瀬健児
- 極道たちの野望1,2（2016年） - 五十嵐組組長 五十嵐邦廣
- 頂点(てっぺん)3（2017年） - 金石組組長
- 極道の門 第二部（2018年） - 明星建設社長 鳩山建樹
- 極道の門 第五部（2018年）
- GOKU・OH 極王1 - 4（2019年 - 2020年） - 三代目阪田組舎弟頭 黒木一家総長 加納徹
- 権力の階段〜総理への道〜（2020年） - 日本共和党 衆議院議員 貞観会会長 小田志郎（元総理大臣）